# Стефан Ландберг
Стефан Ландберг (швед. Stefan Landberg, нар. 5 травня 1970, Кальмар) — шведський футболіст, що грав на позиції півзахисника за «Кальмар», «Естерс», «Гетеборг», а також національну збірну Швеції.

## Клубна кар'єра
У дорослому футболі дебютував 1987 року виступами за команду «Кальмар», в якій провів три сезони, взявши участь у 48 матчах чемпіонату. 
Протягом 1990—1994 років захищав кольори клубу «Естерс», після чого перейшов до «Гетеборга», за який відіграв шість сезонів. Двічі, у 1995 і 1996 роках, ставав чемпіоном Швеції у складі «Гетеборга».
Завершив професійну кар'єру футболіста у 2000 році.

## Виступи за збірні
1992 року залучався до лав олімпійської збірної Швеції, у складі якої провів 2 матчі в рамках футбольного турніру на Олімпійських іграх 1992 року в Барселоні.
Того ж 1992 року дебютував в офіційних матчах у складі національної збірної Швеції. Загалом протягом кар'єри в національній команді, яка тривала 6 років, провів у її формі 17 матчів, забивши один гол.

## Титули і досягення
- Чемпіонат Швеції (2):

«Гетеборг»: 1995, 1996